# Organisation européenne et méditerranéenne pour la protection des plantes
L’Organisation européenne et méditerranéenne pour la protection des plantes (OEPP) (connue en anglais sous le sigle EPPO : European and Mediterranean Plant Protection Organization) est une organisation intergouvernementale responsable de la coopération européenne concernant la santé des plantes.
Fondée en 1951 par quinze pays européens, initialement dans le but de lutter contre l'émergence du doryphore, l'OEPP a maintenant 52 membres, couvrant presque tous les pays de la région européenne et méditerranéenne.
Ses objectifs sont : 
- de protéger les plantes ;
- de développer des stratégies internationales contre l'introduction et la diffusion des parasites dangereux ;
- et de favoriser des méthodes de contrôle sûres et efficaces.

L'OEPP participe également aux discussions globales sur la santé des plantes au niveau international organisées par la FAO. L'OEPP a produit un grand nombre de normes et de publications sur des parasites des plantes, des règlements phytosanitaires et des produits phytopharmaceutiques.

## Pays membres de l'OEPP (2021)
- Albanie
- Algérie
- Allemagne
- Azerbaïdjan
- Autriche
- Biélorussie
- Belgique
- Bosnie-Herzégovine
- Bulgarie
- Croatie
- Chypre
- Danemark
- Espagne
- Estonie
- Finlande
- France
- Géorgie
- Grèce
- Guernesey
- Hongrie
- Irlande
- Israël
- Italie
- Jersey
- Jordanie
- Kazakhstan
- Kirghizistan
- Lettonie
- Lituanie
- Luxembourg
- Macédoine
- Malte
- Moldavie
- Maroc
- Norvège
- Ouzbékistan
- Pays-Bas
- Pologne
- Portugal
- Roumanie
- Royaume-Uni
- Russie
- Serbie
- Monténégro
- Slovaquie
- Slovénie
- Suède
- Suisse
- République tchèque
- Tunisie
- Turquie
- Ukraine